# Michaił Biekietow
Michaił Aleksandrowicz Biekietow, ros. Михаил Александрович Бекетов (ur. 19 marca 1976 we Stupino) – rosyjski siatkarz występujący na pozycji atakującego. Obecnie występuje w rosyjskiej Superlidze, w drużynie Nieftjanik Orenburg.

## Kluby
- 1995–2008: Iskra Odincowo
- 2008–2011: Fakieł Nowy Urengoj
- 2011–2012: Jarosławicz Jarosław
- 2012–2013: Fakieł Nowy Urengoj
- 2013–: Nieftjanik Orenburg

## Sukcesy

### Klubowe
- Mistrzostwa Rosji:
  -  2003, 2008
  -  1999, 2000, 2001, 2006, 2007, 2009
- Puchar Rosji:
  -  2002
- Puchar CEV:
  -  2003
  -  2006
- Puchar Top Teams:
  -  2007

## Nagrody indywidualne
- Najlepszy siatkarz sezonu 2001/2002 (nagroda im. A.Kuzniecowa) w rosyjskiej Superlidze[2].